# 起凤镇
起凤镇，是中华人民共和国山東省淄博市桓台县下辖的一个乡镇级行政单位。2019年被评为中国文化百强镇。

## 行政区划
起凤镇下辖以下地区：
付庙村、华沟村、鱼一村、鱼二村、鱼三村、鱼四村、夏一村、夏二村、夏三村、夏四村、夏五村、夏六村、夏七村、起北村、起南村、西三村、西四村、东巩村、西巩村、穆寨村、辛泉村、乌东村、乌北村和乌南村。